# Gospođinci
Gospođinci (izvirno srbsko Госпођинци) je naselje v Srbiji, ki upravno spada pod Občino Žabalj; slednja pa je del Južnobačkega upravnega okraja.

## Demografija
V naselju živi 3029 polnoletnih prebivalcev, pri čemer je njihova povprečna starost 38,6 let (37,4 pri moških in 39,9 pri ženskah). Naselje ima 1293 gospodinjstev, pri čemer je povprečno število članov na gospodinjstvo 3,01.
To naselje je, glede na rezultate popisa iz leta 2002, v glavnem srbsko.
|  |

| Demografija | Demografija     | Demografija     |
| Leto        | Št. prebivalcev | Št. prebivalcev |
| ----------- | --------------- | --------------- |
|             |                 |                 |
|             |                 |                 |
|             |                 |                 |
|             |                 |                 |
| 1948        | 3239            |                 |
| 1953        | 3305            |                 |
| 1961        | 3705            |                 |
| 1971        | 3654            |                 |
| 1981        | 3817            |                 |
| 1991        | 3553            | 3529            |
| 2002        | 3992            | 3896            |
|             |                 |                 |

| Etnična sestava po popisu iz leta 2002 | Etnična sestava po popisu iz leta 2002 | Etnična sestava po popisu iz leta 2002 | Etnična sestava po popisu iz leta 2002 | Etnična sestava po popisu iz leta 2002 |
| -------------------------------------- | -------------------------------------- | -------------------------------------- | -------------------------------------- | -------------------------------------- |
| Srbi                                   | Srbi                                   |                                        | 3.322                                  | 85,26%                                 |
| Rusini                                 | Rusini                                 |                                        | 172                                    | 4,41%                                  |
| Romi                                   | Romi                                   |                                        | 151                                    | 3,87%                                  |
| Madžari                                | Madžari                                |                                        | 84                                     | 2,15%                                  |
| Ukrajinci                              | Ukrajinci                              |                                        | 30                                     | 0,77%                                  |
| Jugoslovani                            | Jugoslovani                            |                                        | 25                                     | 0,64%                                  |
| Hrvati                                 | Hrvati                                 |                                        | 17                                     | 0,43%                                  |
| Slovaki                                | Slovaki                                |                                        | 13                                     | 0,33%                                  |
| Makedonci                              | Makedonci                              |                                        | 8                                      | 0,20%                                  |
| Črnogorci                              | Črnogorci                              |                                        | 4                                      | 0,10%                                  |
| Slovenci                               | Slovenci                               |                                        | 2                                      | 0,05%                                  |
| Romuni                                 | Romuni                                 |                                        | 2                                      | 0,05%                                  |
| Nemci                                  | Nemci                                  |                                        | 2                                      | 0,05%                                  |
| Muslimani                              | Muslimani                              |                                        | 1                                      | 0,02%                                  |
| Albanci                                | Albanci                                |                                        | 1                                      | 0,02%                                  |
| Neznano                                | Neznano                                |                                        | 9                                      | 0,23%                                  |